# A-004

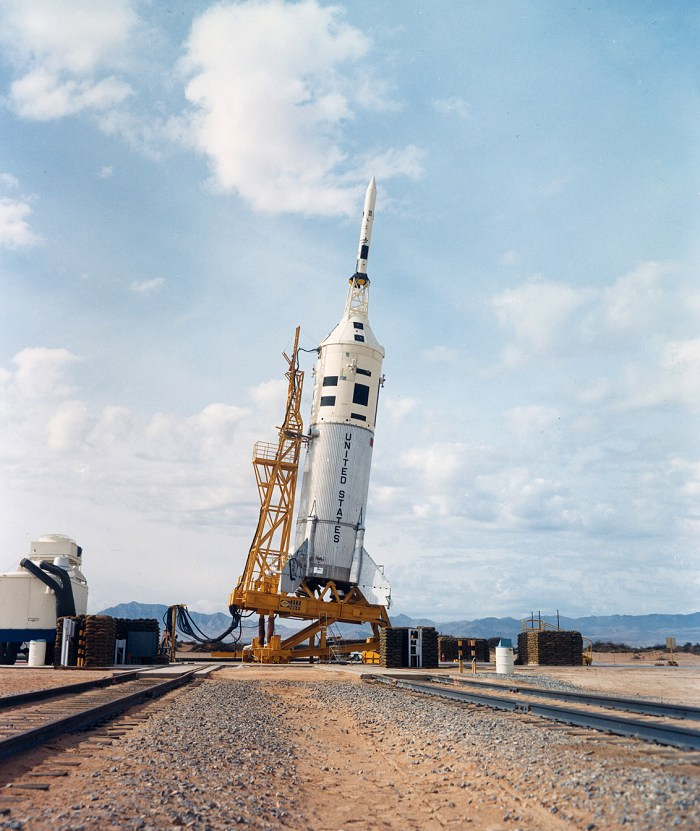
Rakieta Little Joe II na wyrzutni

A-004 – ostatni test systemu ratunkowego (LES) przeprowadzony w ramach programu Apollo. Piąty i ostatni lot rakiety Little Joe II. Pierwszy lot testowy statku Apollo w produkcyjnej wersji Block I.

## Cele testu
1. Test funkcjonowania LES podczas awaryjnego przerwania lotu w warunkach koziołkowania statku.
2. Wykazanie zdolności skrzydełek sterujących do nadania poprawnej orientacji przerwania lotu w warunkach koziołkowania statku.
3. Test separacji przedniej osłony termicznej modułu dowodzenia.
4. Potwierdzenie wytrzymałości seryjnego egzemplarza osłony BPC.
5. Określenie obciążeń statycznych modułu dowodzenia podczas startu i awaryjnego przerwania lotu.
6. Określenie obciążeń dynamicznych modułu dowodzenia.
7. Wyznaczenie ciśnienia statycznego działającego na moduł dowodzenia podczas startu nominalnego i podczas awaryjnego przerwania lotu w warunkach koziołkowania statku.
8. Ocena wpływu gazów odrzutowych z silnika LES na degradację okien statku Apollo podczas awaryjnego przerwania lotu w warunkach koziołkowania statku.

## Parametry
1. Masa całkowita: 63 385 kg
2. Masa ładunku: 14 763 kg
3. Masa rakiety: 48 622 kg
4. Maksymalna wysokość: 22,6 km

## Przebieg testu
Kolejny test, wykonany po locie Saturn-Apollo 10, odbył się 20 stycznia 1966 roku. O 15:17:01 GMT rakieta Little Joe II wystartowała z poligonu White Sands Missile Range w Nowym Meksyku. W tym teście rakieta została wyposażona w cztery silniki Algol i pięć silników Recruit. Little Joe II wzniósł się na wysokość ponad 20 kilometrów. Symulowane awaryjne przerwanie lotu rozerwało rakietę.
Wszystkie cele misji zostały osiągnięte.